# エミーリエ・ツムシュテーク
エミーリエ・ツムシュテーク（ドイツ語: Emilie Zumsteeg, 1796年12月9日 シュトゥットガルト - 1857年8月1日 シュトゥットガルト）は、ドイツの女性作曲家・ピアノ教師・合唱指揮者・音楽ジャーナリスト。

## 生涯
父親はヴュルテンベルク宮廷楽団のコンサートマスターだったヨハン・ルドルフ・ツムシュテーク。父と母ルイーゼ（旧姓アンドレーエ）よりクラヴィーアや声楽、通奏低音、ならびに総譜の初見演奏を手ほどきされる。さまざまな活動を経て、音楽教師として働くことを決意する。自分の声楽の弟子たちに勧誘し、ヴュルテンベルクで最初の女声合唱団を結成する。また、当時シュトゥットガルトで創刊された音楽雑誌の一つである『音楽民報』（ドイツ語: Musikalischen Volksblatt）に寄稿している。シュトゥットガルトの音楽界に及ぼした影響に加えて、フランツ・リストやエドゥアルト・メーリケ、グスタフ・シュヴァープ、ユスティヌス・ケルナー、カール・マリア・フォン・ウェーバーといった文化人との盛んな交流によっても名をなした。ヴュルテンベルク王ヴィルヘルム1世は、ツムシュテークの音楽活動を評価して年俸を与えている。
1857年8月にシュトゥットガルトにて他界し、ホッペンラウ墓地に埋葬された。エミーリエ・ツムシュテークの作品は、ピアノ曲と合唱曲が含まれるが、現在は多くの聴衆に忘れられている。ほとんどが自筆譜から成る遺品は、ヴュルテンベルク州立図書館に保管されている。